# Olga Luján
Olga Luján o Olga Luján Rodríguez (Madrid, 1969) es una escritora y novelista española que comenzó a escribir en el año 2002 cuando una enfermedad derivó en una ceguera sobrevenida que le impidió continuar con el trabajo que desarrollaba como enfermera. Entre otras publicaciones, es autora de la novela Entre vinos hablaos.

## Trayectoria
Luján estudió enfermería en Madrid y trabajó como enfermera hasta el año 2002 en el que tras una enfermedad causó un ceguera progresiva que según cuenta, le permitió revisar una de sus pasiones, el mundo de las letras, al que se dedica de lleno desde ese momento.
Luján utilizó los medios de la Organización Nacional de Ciegos Españoles (ONCE), para leer, escribir y aprendió a realizar cualquier actividad que desde entonces realiza en el campo de las letras, la improvisación y propuestas artístico teatrales en las que trabaja actualmente, como la propuesta en el auditorio del ayuntamiento de Getafe antes de la pandemia del COVID-19 y que ha retomado recientemente tras la publicación de su libro Entre vinos hablaos.  Luján es promotora de la propuesta performativa Art Fusión, una performance en la que los protagonistas son artistas, con y sin discapacidad, una propuesta de arte que valora la alteridad para promover la accesibilidad universal y una sociedad más inclusiva.
Entre vinos hablaos es una historia basada en hechos reales de la familia de la autora, de su abuelo, durante la época de la Guerra Civil Española, la trama del hecho familiar da pie a describir el escenario histórico en el que se desarrolla, la España de los años 1930 a 1940. La crónica histórica sirve para contar los hechos de la venganza de Juan , a la vez que narra diferentes formas de vida en un mismo ámbito. El título Entre vinos hablaos es un homenaje de Luján a su abuelo, Flores Luján, a quién no le gustaba tomar vino en soledad, y por ello acostumbraba a decir “te invito a un vino hablao, amigo”.

## Obra seleccionada
- 2021 Entre vinos hablaos, editorial: Puesta al día, Madrid, ISBN: 9788412317176[5]